# Challenger de Quimper 2014
El torneo Open BNP Paribas Banque de Bretagne 2014, fue un torneo profesional de tenis. Perteneció al ATP Challenger Tour 2014. Se disputó su 4ª edición sobre superficie dura, en Quimper, Francia entre el 10 y el 16 de febrero de 2014.

## Jugadores participantes del cuadro de individuales
| Favorito | País                    | Jugador               | Rank1 | Posición en el torneo |
| -------- | ----------------------- | --------------------- | ----- | --------------------- |
| 1        | Bandera de Rumania      | Adrian Ungur          | 122   | Primera ronda         |
| 2        | Bandera de Francia      | Marc Gicquel          | 127   | Primera ronda         |
| 3        | Bandera de Rumania      | Marius Copil          | 132   | Cuartos de final      |
| 4        | Bandera de Eslovaquia   | Andrej Martin         | 134   | Primera ronda         |
| 5        | Bandera de Francia      | Guillaume Rufin       | 144   | Segunda ronda         |
| 6        | Bandera del Reino Unido | James Ward            | 156   | Primera ronda         |
| 7        | Bandera de Francia      | Pierre-Hugues Herbert | 160   | CAMPEÓN               |
| 8        | Bandera de Eslovaquia   | Norbert Gomboš        | 191   | Primera ronda         |

- 1 Se ha tomado en cuenta el ranking del día 3 de febrero de 2014.

### Otros participantes
Los siguientes jugadores recibieron una invitación (wild card), por lo tanto ingresan directamente al cuadro principal (WC):
- Jonathan Eysseric
- Quentin Halys
- Gilles Müller
- Josselin Ouanna

Los siguientes jugadores ingresan al cuadro principal tras disputar el cuadro clasificatorio (Q):
- Mathieu Rodrigues
- Jules Marie
- Gleb Shakharov
- Rudy Coco

## Jugadores participantes en el cuadro de dobles

### Cabezas de serie
| Favorito | País                    | Jugador         | País                    | Jugador            | Rank1 | Posición en el torneo |
| -------- | ----------------------- | --------------- | ----------------------- | ------------------ | ----- | --------------------- |
| 1        | Bandera de Croacia      | Marin Draganja  | Bandera de Croacia      | Mate Pavić         | 115   | Primera ronda         |
| 2        | Bandera del Reino Unido | Ken Skupski     | Bandera de Suecia       | Neal Skupski       | 143   | Cuartos de final      |
| 3        | Bandera de Alemania     | Gero Kretschmer | Bandera de Alemania     | Alexander Satschko | 189   | Semifinales           |
| 4        | Bandera del Reino Unido | David Rice      | Bandera del Reino Unido | Sean Thornley      | 405   | Cuartos de final      |

- 1 Se ha tomado en cuenta el ranking del día 3 de febrero de 2014.

## Campeones

### Individual Masculino
- Pierre-Hugues Herbert derrotó en la final a  Vincent Millot por 7-65 y 6-3.

### Dobles Masculino
- Pierre-Hugues Herbert /  Albano Olivetti  derrotaron en la final a  Toni Androić /  Nikola Mektić por 6-4 y 6-3.